# Guarapiranga-Stausee
Der Guarapiranga-Stausee (Represa de Guarapiranga) ist eine Talsperre im Süden der Metropolregion São Paulo im Bundesstaat São Paulo in Brasilien. 
Im Jahr 1908 wurde der Stausee zum Zweck der Elektrizitätsgewinnung eingeweiht. Heute dient er jedoch in erster Linie als Trinkwasserreservoir für einen großen Teil der rund 20 Mio. Einwohner der Metropolregion. Ein weiterer Grund für die Einrichtung des Stausees war die Hochwasserkontrolle des Rio Guarapiranga und des Rio Pinheiros. 
Der See wird vom Rio Guarapiranga und weiteren kleineren Flüssen gespeist, die ihren Ursprung in den Stadtgebieten von São Paulo, Itapecerica da Serra und Embu-Guaçu haben.
Am Ufer des Sees gibt es zahlreiche künstliche Strände und Yachthäfen, wodurch der Guarapiranga-Stausee auch für den Tourismus von Bedeutung ist. So haben sich u. a. zahlreiche Segel- und Yachtclubs hier angesiedelt. 2011 fand am Guarapiranga-Stausee die erste Strandfußball-Weltmeisterschaft der Vereine statt, der Mundialito de Clubes.